# Religioni in Iraq
La religione più diffusa in Iraq è l'islam. Secondo statistiche ufficiali del 2010 (le ultime disponibili), i musulmani rappresentano il 95% della popolazione e sono in maggioranza sciiti; l'1,9% circa della popolazione segue il cristianesimo, il 2% circa della popolazione segue altre religioni e l’1,1% della popolazione non segue alcuna religione. Secondo una stima del 2015 dell'Association of Religion Data Archives (ARDA), il 98% della popolazione segue l'islam, l'1,1% circa della popolazione segue il cristianesimo, lo 0,7% circa della popolazione non segue alcuna religione e il restante 0,2% della popolazione segue altre religioni. Secondo stime della CIA del 2015, i musulmani in Iraq sono fra il 95% e il 98% della popolazione e i cristiani l’1% della popolazione, mentre la restante parte della popolazione (fra l’1% e il 4%) professano altre religioni o non seguono alcuna religione. Rispetto all'ultimo censimento effettuato nel 1997, i cristiani in Iraq sono molto diminuiti (fra il 50% e il 90%).
La costituzione del 2005 stabilisce che l'islam è la religione ufficiale dello stato e tutela l'identità islamica del popolo iracheno, ma non fa distinzioni fra islam sciita e sunnita. La costituzione tutela la libertà di fede e di pratica religiosa per musulmani, cristiani, mandei e yazidi, ma non fa menzione di tutela della libertà dei seguaci di altre religioni o degli atei. I gruppi religiosi devono registrarsi presso il governo; oltre all'islam, il governo centrale riconosce una decina di gruppi cristiani (appartenenti al cattolicesimo, al protestantesimo e al cristianesimo ortodosso), il mandeismo, lo yazidismo e l'ebraismo. Per la pratica di religioni non riconosciute non ci sono comunque sanzioni ad eccezione del bahaismo, vietato dalla legge. Oltre ai gruppi religiosi riconosciuti dal governo centrale, il governo regionale del Kurdistan iracheno riconosce anche il bahaismo, lo zoroastrismo e lo yarsanesimo. La legge vieta la conversione dei musulmani ad un'altra religione e proibisce il matrimonio di una donna musulmana con un uomo non musulmano, a meno che quest'ultimo non si converta all'islam.

## Religioni presenti

### Islam
I musulmani iracheni sono in maggioranza sciiti e la loro consistenza è stimata fra il 55% e il 60%; il secondo gruppo è rappresentato dai sunniti, la cui consistenza è stimata fra il 45% e il 40%.

### Altre religioni
In Iraq sono inoltre presenti piccoli gruppi di seguaci del mandeismo, dello yazidismo, del bahaismo, dello zoroastrismo, dello yarsanesimo, dell'induismo e del sikhismo. La presenza degli ebrei si è ridotta a poche decine di persone.